# جون بيسلي (دراج)
جون بيسلي (بالإنجليزية: John Beasley)‏ هو دراج أسترالي.

## وصلات خارجية
- الموقع الرسمي

## روابط خارجية
- جون بيسلي على موقع أرشيف الدراجات (الإنجليزية)
- جون بيسلي على موقع إحصائيات الدراجات الإحترافية (الإنجليزية)